# 4955 Gold
4955 Gold (1990 SF2) là một tiểu hành tinh vành đai chính được phát hiện ngày 17 tháng 9 năm 1990 bởi H. E. Holt ở Palomar.